# Низари Кухистани
Хаки́м Са́'д ад-Ди́н ибн Шамс ад-Ди́н Муха́ммад, известный под литературным псевдонимом Низари́ Кухистани́ (перс. نزاری قهستانی‎; 1247, Бирдженд — 1320, там же) — крупный персидский поэт средневекового Ирана. Бо́льшая часть жизни поэта прошла в политической и социальной среде, в которой доминировала монгольская династия Хулагуидов. Многие из его композиций пронизаны исмаилитскими и суфийскими эзотерическими резонансами, в то время как другие имеют отчётливый оттенок социального несогласия и пессимизма.

## Биография
Низари родился около 645 г. хиджры (1247 г.) в городе Бирдженд исторической провинции Кухистан, и судя по свидетельству средневековых источников и литературному псевдониму — тахаллусу, принадлежал к среде исмаилитов-низаритов. Для тахаллуса его Доулатшах Самарканди даёт два объяснения: одно, что он был крайне худощав (низар) и потому и получил это прозвание, другое, что этот тахаллус им был избран в честь имама Низара ибн аль-Мустансира.
В молодости Низари служил в административном аппарате основателя династии Куртов — Шамс ад-Дина Мухаммада I и его преемника. Несмотря на сокрушительный удар, который нанесли по исмаилитским общинам монголы, в Кухистане продолжалась тайная деятельность отдельных групп. Хотя сложные обстоятельства того времени не позволяли Низари открыто выражать исмаилитские убеждения в своих произведениях, анализ его поэтических произведений позволяет получить некоторую информацию о персидских исмаилитах после падения их политической власти. Риза Кули-хан Хедаят указывает, что Низари встречался с Саади и был дружен с ним, что хронологически возможно.
В феврале 1280 г. Низари отправился из Туна в долгое путешествие в Азербайджан, Арран, Грузию, Армению и Баку, описанное в его «Сафар-наме» (Книга о путешествии). В ходе этой поездки он, возможно, видел исмаилитского имама Шамс ад-Дина Мухаммада в Тебризе. Действительно, в «диване» Низари есть загадочное стихотворение, которое начинается словами: «Как удачны земли, находящиеся под властью друзей (аулия), предположительно имамы или, возможно, лидеры да'ва)». Затем он перечисляет многочисленные регионы, предположительно те, в которых сохранилась да'ва.
Низари скончался в нищете в 720 г. хиджры (1320 г.) в своём родном Бирдженде, где до сих пор сохранился его мавзолей.

## Творчество
Низари также написал ряд других поэтических произведений, в том числе короткое маснави под названием «Муназара-йи Шаб ва-Руз» (Спор ночи и дня), в котором говорится о метафорическом споре между экзотерическим (захир) исламом, представленным ночной тьмой, и эзотерическим (батин) исламом, представленным дневным светом.
«Ищи старца наставника, о юноша, за которым можно было бы идти следом. Вручи ему повода, выйди из себя и более тебе не надо иметь дела с добром и злом. Когда ты окажешься в безопасности, доверившись ему, ты станешь примером тайны двух миров. Не иди следом за гулью воображения и фантазии, не поддавайся на чары негодяев. У исследователя истины другие речи, не полагайся на то, что потрясаемо, не полагайся! Не следуй ни за кем кроме мужа божьего, твои выводы — гуль, а не водитель! Через истину ты сначала найдешь того, кто на неё указывает, затем уже истина будет утверждена указующим истину. Хорошо, чтобы перед тобой водителем был такой человек, в чистом сердце которого свет божий. Через этот свет ты найдёшь избавление от мрака, следуй за этим светом, вот и всё!»
(перевод Е. Э. Бертельса)
Низари является первым низаритом, прибегшим к суфийской терминологии, как то: ханака, дервиш, 'ариф (гностик), каландар (странствующий дервиш), а также терминам пир и муршид, которыми пользовались суфии для обозначения духовного наставника. Сочинения Низари, до сих пор недостаточно изученные, являются безусловно шиитскими по воззрениям, с подчёркнутым благоговением к Ахль аль-Байт и Алидам. Особенное значение он придавал обоснованию необходимости учения имама и его руководства, а также высказывал идеи, весьма близкие к исмаилитским и в особенности — идеям низаритов аламутского периода.